# São Pedro do Sul, Rio Grande do Sul
São Pedro do Sul là một đô thị thuộc bang Rio Grande do Sul, Brasil. Đô thị này có diện tích 873,592 km², dân số năm 2007 là 16613 người, mật độ 19,02 người/km².